# Brodolom
Brodolom je pomorska nesreća, u kojoj je brod potonuo ili teško oštećen. Olupine brodova nalaze se na kopnu ili su potopljeni u morsko dno. Mogu biti namjerni ili najčešći slučajni brodolomi. UNESCO procjenjuje, da u svijetu ima preko 3 milijuna olupina. Neke su stare tisućama godina. 
Povijesne olupine privlačne su morskim arheolozima, jer čuvaju povijesne podatke. Na primjer, proučavanje olupine broda Mary Rose otkrilo je informacije o pomorstvu, ratovanju i životu u 16. stoljeću. Proučavaju se vojne olupine uzrokovane bitkom na moru, kako bi se pronašli detalji o povijesnim događajima. Oni mogu otkriti mnogo o bitci koja se dogodila. Povremeno se pronađe brod s blagom, često iz razdoblja europske kolonizacije. Neke suvremene olupine, poput tankera nafte Prestige ili Erika, zanimljive su zbog njihove potencijalne štete za okoliš. Ostale suvremene olupine su uništene (namjerno potonule) kako bi došlo do rasta grebena.

## Poznate olupine brodova
Neki od poznatih brodoloma uključuju: RMS Titanic, HMHS Britannic, RMS Lusitania, SS Andrea Doria, SS Edmund Fitzgerald, Berge Istra, Berge Vanga ili Costa Concordia. Bilo je većih pomorskih nesreća i brodoloma i u Hrvatskoj uključujući brodove: M/B Dunav, P/B Dubrovnik i dr., a potonuli su i hrvatski brodovi M/T Petar Zoranić, P/B Daksa i dr. u morima izvan Hrvatske.
Postoje i tisuće olupina koje nisu izgubljene na moru, ali su napuštene ili potopljene. Ovi napušteni ili zapušteni brodovi obično su manja plovila, poput ribarskih brodova. Ponekad predstavljaju opasnost za plovidbu.
Dana, 15. lipnja 1904., Po broju ljudskih žrtava dogodila se do tada najstrašnija pomorska nesreća. Usred New Yorka, na East Riveru, prilikom isplovljavanja na krstarenje zapalio se brod "General Slocum" te posve izgorio i potunuo na užas stanovnika New Yorka koji su to gledali vlastitim očima. U toj nesreći poginulo je 1030 putnika i članova posade. Brod RMS Titanic se na svojem probnom putovanju iz Southamptona u New York 14. travnja 1912., sudario s ledenom santom i potonuo. Poginulo je 1.523 putnika i članova posade.
Vasa je švedski ratni brod izgrađen između 1626. i 1628. godine za švedskog kralja Gustava II Adolfa. Brod je potonuo nakon što je plovio manje od nautičke milje (oko 2 km) na svojem prvom putovanju 10. kolovoza 1628. Na brodu je sačuvano tisuće artefakata i ostaci najmanje 15 osoba oko trupa i u njemu. Našli su i mnoge predmete kao što su: odjeća, oružje, topovi, alati, novčići, pribor za jelo, hrana, piće i šest od deset jedara. Premješten je u Muzej Vasa u Stockholmu 1987. godine.